# Портрет на момиче в пламъци
„Портрет на момиче в пламъци“ (на френски: Portrait de la jeune fille en feu) е френски романтичен филм от 2019 година на режисьорката Селин Сиама по неин собствен сценарий.
В центъра на сюжета е кратката любовна връзка между млада провинциална благородничка и художничка, натоварена да нарисува портрет, който да бъде изпратен на бъдещия съпруг на момичето. Главните роли се изпълняват от Ноеми Мерлан, Адел Енел, Луана Байрами, Валерия Голино.
„Портрет на момиче в пламъци“ е номиниран за награда на БАФТА и „Златен глобус“ за чуждоезичен филм, както и за наградата „Златна палма“.